# Matt & Kim
Мatt & Kim — американский дэнс-панк дуэт из Бруклина, района Нью-Йорка. Группа была основана в 2004 году, и с тех пор её состав не менялся: Мэтт Джонсон (синтезатор) и Ким Шифино (ударные). Вокальные партии в песнях исполняют оба артиста. Дуэт стал популярен благодаря особому подходу к их музыке — DIY (do-it-yourself), что в переводе означает сделай сам. Ведь все, что сделано для группы, создано при непосредственном участии самих музыкантов.

## История
Matt & Kim стали популярны с помощью социальных сетей и медиа-сайтов: YouTube, MySpace, Facebook, Flickr и т. д. Вскоре они начали выступать на концертах. Их энергичные и живые выступления сразу получили признание у американской публики, а чуть позже и за океаном. За всю свою историю дуэт выпустил четыре студийных альбома, три из которых записаны лейблом Fader Label.

### Альбом Matt & Kim
Первый дебютный альбом группы вышел 26 октября 2006 года под названием Matt & Kim. В США было продано всего 7 тысяч его копий. Поклонники инди-музыки с восторгом восприняли их песни. Почти сразу после выхода альбома дуэт начал многочисленные туры по стране.

### Альбом Grand
После успеха первого альбома, дуэт подписал контракт с лейблом Fader Label. 20 января 2009 года вышел второй альбом Grand, являющийся первым студийным альбомом группы. Для записи альбома был приглашен Кевин Патрик.
В феврале 2009 года вышел клип на песню «Lessons Learned», в котором участники коллектива обнаженными прогуливались по Таймс-сквер. 13 сентября того же года Matt & Kim получила награду «Прорыв видео» за этот клип на церемонии MTV Video Music Awards 2009 года.

### Альбом Sidewalks

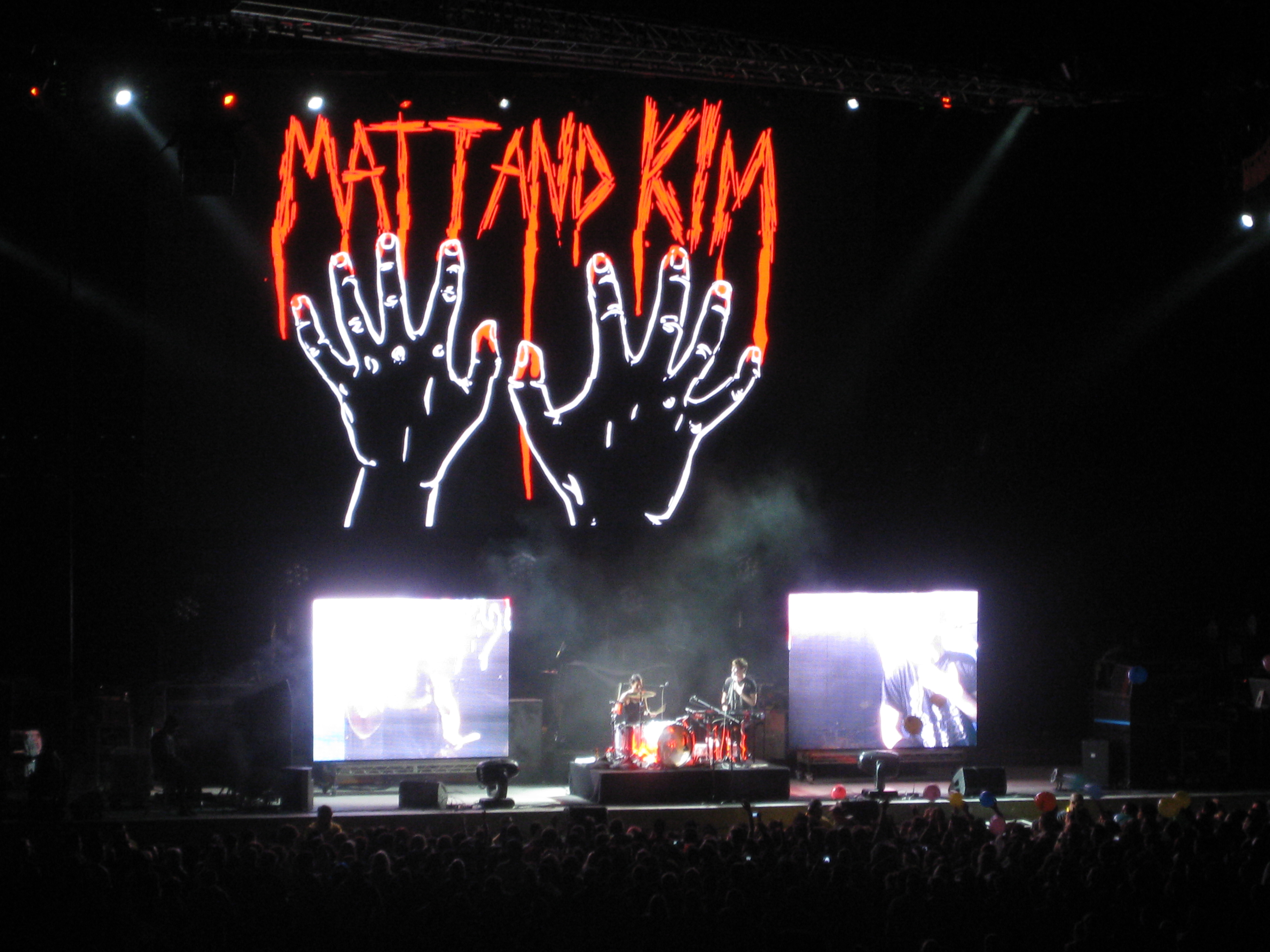
Matt & Kim выступают на Honda Civic Tour в 2011 году

2 ноября 2010 года дуэт выпустил свой третий альбом Sidewalks, вновь записанным на Fader Label. Продюсерами альбома стали Бен Аллен и сам Мэтт Джонсон. В отличие от двух предыдущих альбомов, Sidewalks был записан с более выразительным признаком хип-хопа, но при этом сохраненным оптимистичным стилем.
В 2011 году Matt & Kim выступили на концертном туре Honda Civic Tour вместе с Blink-182 и My Chemical Romance.

### Альбом Lightning
22 июня 2012 года Matt & Kim выпустила видео с коротким образцом песни «Let’s Go», первым синглом их четвёртого альбома Lightning, который ожидается выйти осенью 2012 года. 25 июня дуэт выложил видео на свой канал YouTube, в котором баскетболист Пэт Рок выполняет различные баскетбольные трюки под песню «Let’s Go».

## Влияние в СМИ
В 2009 году песня «Daylight» стала настолько популярной, что вскоре она была представлена как саундтрек к рекламам Bacardi и Mars, для компьютерных игр Need for Speed: Nitro и NBA Live 10. В игре The Sims 3: Мир приключений песня специально перезаписана на язык Симлиш, используемый в игре; а для FIFA 10 был записан ремикс «Daylight», вместе с группой De La Soul. Также композиция звучала в конце серий 6 сезона телесериала Красавцы, в финальной серии 5 сезона сериала Молокососы и в нескольких сериях 2 сезона телесериала Сообщество, а в пилотном выпуске прозвучала песня «Good Ol' Fashion Nightmare». В сериале Чак прозвучала песня «AM / FM Sound». Песня «Cameras» стала саундтреком трейлера к фильму Моргана Сперлока Величайший фильм из всех когда-либо проданных.
Коллектив с большой радостью приветствует спонсорские контракты, ведь это дает возможность их музыке быть услышанной ещё большему количеству людей, что помогает сохранить низкие цены на билеты на концерты дуэта.
26 августа 2009 года Matt & Kim выступили с песней «Daylight» на американском ток-шоу Джимми Киммел в прямом эфире.

## Дискография

### Студийные альбомы
| Альбом     | Детали                                                     | Высшие позиции в чартах | Высшие позиции в чартах | Высшие позиции в чартах | Высшие позиции в чартах |
| Альбом     | Детали                                                     | US                      | US Rock                 | US Indie                | US Heat                 |
| ---------- | ---------------------------------------------------------- | ----------------------- | ----------------------- | ----------------------- | ----------------------- |
| Matt & Kim | - Выход: 26 октября 2006 - Лейбл: Iheartcomix - Формат: CD | —                       | —                       | —                       | —                       |
| Grand      | - Выход: 20 января 2009 - Лейбл: Fader Label - Формат: CD  | 165                     | —                       | 24                      | 4                       |
| Sidewalks  | - Выход: 2 ноября 2010 - Лейбл: Fader Label - Формат: CD   | 30                      | 6                       | 5                       | —                       |
| Lightning  | - Выход: 2 октября 2012 - Лейбл: Fader Label - Формат: CD  | 50                      | 21                      | 10                      | —                       |

### Синглы
| Год  | Сингл                                      | Позиция в чарте | Сертификации | Альбом      |
| Год  | Сингл                                      | US              | Сертификации | Альбом      |
| ---- | ------------------------------------------ | --------------- | ------------ | ----------- |
| 2006 | «Yea Yeah»                                 | —               |              | Matt & Kim  |
| 2009 | «Daylight»                                 | 95              | - US: Золото | Grand       |
| 2009 | «Lessons Learned»                          | —               |              | Grand       |
| 2009 | «Good Ol' Fashion Nightmare»               | —               |              | Grand       |
| 2010 | «Cameras»                                  | —               |              | Sidewalks   |
| 2011 | «Block After Block»                        | —               |              | Sidewalks   |
| 2011 | «I’m a Goner» (с Soulja Boy и Andrew W.K.) | —               |              | без альбома |
| 2012 | «Let’s Go»                                 | —               |              | Lightning   |